# Corinne Labrune
Corinne Labrune est une grimpeuse française née à Paris en 1965.
Elle est inscrite dans l'histoire de l'escalade, pour avoir été la troisième femme à gravir une voie cotée 8b, en 1989/1990, à la falaise du Cimaï près de Sainte-Anne-d'Évenos. Les deux premières : Isabelle Patissier et Lynn Hill ont gravi la même voie, en 1988 et 1989.
En compétition, elle finit deuxième lors de deux étapes de la coupe du monde d'escalade de  1989.

## Ses réalisations en falaise
| Date      | Voie         | Site                           | Roche    | Pays   | France | États-Unis | UIAA | Australie | Pologne | Royaume-Uni | Note            |
| --------- | ------------ | ------------------------------ | -------- | ------ | ------ | ---------- | ---- | --------- | ------- | ----------- | --------------- |
| 1989      | En un combat | Sainte-Anne-d'Evenos, au Cimaï | Calcaire | France | 8a     | 5.13b      | IX+  | 30        | VI.5    | 6c          |                 |
| 1989/1990 | Sortilèges   | Sainte-Anne-d'Evenos, au Cimaï | Calcaire | France | 8b     | 5.13d      | X    | 32        | VI.6    | 7a          | 2 nd 8b féminin |